# Charlie Bewley
Charlie Bewley (Londra, 25 gennaio 1981) è un attore britannico. È noto soprattutto per il ruolo di Demetri, una delle guardie dei Volturi nella saga cinematografica Twilight, e per il ruolo di Galen Vaughn, uno dei cinque cacciatori di vampiri in The Vampire Diaries. Ha inoltre recitato in Like Crazy, film premiato al Sundance Film Festival come miglior film drammatico.

## Biografia
Bewley è nato e cresciuto a Londra, più grande di quattro fratelli, è cresciuto con la sua famiglia in una fattoria; ha inoltre vissuto a Parigi e a Vancouver. Ha studiato presso la Loughborough Grammar School e la Oakham School, in cui si è diplomato.

Ha studiato recitazione presso la Vancouver Film School, e ha seguito un corso a Los Angeles. 
Durante la sua permanenza alla scuola di recitazione di Vancouver ha realizzato un cortometraggio intitolato Stuffed.
Nel 2008 ha partecipato alle audizioni per il film The Twilight Saga: New Moon. Bewley, nonostante non dotato dei requisiti fisici del personaggio, viene comunque scelto per via della sua intensa performance nella quale è riuscito a catturare la vera essenza dei Volturi.
Nel 2010 ottiene il ruolo di protagonista per il film Ecstacy, dove interpreta il ruolo di un uomo che cerca di uscire dal circolo della droga. L'anno seguente interpreta Simon nel film Like Crazy, vincitore del premio Miglior film drammatico statunitense al Sundance Film Festival.

## Filmografia

### Cinema
- Stuffed, regia di Shane Tanny – cortometraggio (2009)
- The Twilight Saga: New Moon, regia di Chris Weitz (2009)
- The Twilight Saga: Eclipse, regia di David Slade (2010)
- Ecstacy, regia di Lux (2010)
- Like Crazy, regia di Drake Doremus (2011)
- Slightly Single in L.A., regia di Christie Will (2011)
- The Twilight Saga: Breaking Dawn - Parte 1, regia di Bill Condon (2011)
- Soldiers of Fortune, regia di Maksim Korostyshevsky (2012)
- Outback (The Outback), regia di Kyung Ho Lee (2012) - voce
- Wyatt Earp - La leggenda (Wyatt Earp's Revenge), regia di Michael Feifer (2012)
- The Twilight Saga: Breaking Dawn - Parte 2, regia di Bill Condon (2012)
- Intersections, regia di David Marconi (2013)
- Hammer of the Gods, regia di Farren Blackburn (2013)
- Renegades - Commando d'assalto (Renegades), regia di Steven Quale (2017)
- A Danegrous Affair (Lui Non Sarà Più Tuo), regia di Christie Will (2022)

### Televisione
- The Vampire Diaries – serie TV, 5 episodi (2013)

## Doppiatori italiani
Nelle versioni in italiano delle opere in cui ha recitato, Charlie Bewley è stato doppiato da:
- Edoardo Stoppacciaro in Renegades - Commando d'assalto, Colony
- Giuliano Bonetto in Hammer of the Gods (Il martello degli Dei)
- Giuseppe Ippoliti The Twilight Saga: New Moon
- Francesco Pezzulli in The Vampire Diaries
- Andrea Mete in Extant